# La Fameuse Invasion de la Sicile par les ours
La Fameuse Invasion de la Sicile par les ours (La famosa invasione degli orsi in Sicilia) est un roman de littérature d'enfance et de jeunesse de l'écrivain italien Dino Buzzati, illustré par lui-même et publié pour la première fois en 1945.
Il a été adapté au cinéma sous le titre La Fameuse Invasion des ours en Sicile (2019).

## Résumé
Tonin, le fils du roi des ours Léonce, est enlevé par des chasseurs. Depuis, Léonce est tourmenté, car il n'a pas dit la vérité à son peuple. Des années plus tard, les ours n'ont plus de vivres et décident de descendre vers les plaines pour trouver de la nourriture chez les hommes, le roi gardant au fond de lui l'espérance d'y retrouver Tonin. À leur arrivée dans le monde des hommes commence une lutte acharnée entre le Grand-Duc de Sicile et les ours. Ces derniers en ressortent victorieux et organisent une fête durant laquelle le professeur De Ambrosiis, un magicien banni par le grand-duc, choisit de se joindre aux ours pour l'attaque de la forteresse de Cormoran. Le roi lui parle de son tourment et lui demande de retrouver son fils. Le magicien, ne s'attendant pas à cette demande, ment en prétendant ne pouvoir réaliser qu'un seul sort (en réalité, il dispose de deux sorts magiques). 
Le lendemain, les ours sont attaqués par une armée de sangliers et le professeur doit utiliser un premier sort pour sauver sa vie. Pour se venger d'avoir dû l'utiliser, le magicien les emmène au château de la Roche Démon, un château hanté. Mais les ours y retrouvent avec joie leurs compagnons morts dans la bataille, dont le vieil ours Théophile qui révèle au roi Léonce avoir vu Tonin. Le magicien, déçu par son échec, les emmène alors au château de la Tramontin, habité par Troll et le Croquemitaine, qui est à son service. Grâce à l'ours Emeri, les ours s'échappent du château et se dirigent vers la forteresse de Cormoran où ils battent à nouveau l'armée du Grand-Duc. Celui-ci se trouve à ce moment au théâtre où un jeune ours fait des acrobaties. Léonce fait son entrée et reconnaît son fils. Le Grand-Duc sort une arme et tire sur le petit ours. Léonce, les hommes et la colombe de la paix se tournent vers De Ambrosiis, qui choisit d'utiliser son dernier sort pour sauver Tonin. Le Grand-Duc mort, Léonce devient roi de la Sicile. Peu de temps après, des vols se firent, dont la nouvelle baguette magique fabriquée par le professeur. Alors, le roi pensa de plus en plus que les ours se transformaient en des personnages grotesques, il accusa les mauvaises personnes, tandis que la réponse se trouvait sous son nez. Salpêtre se montra de plus en plus louche et l'ours Jasmin commença à avoir des doutes à son sujet. Un jour le serpent de mer arriva et les hommes les plus forts du roi l'accompagnèrent. En tuant le roi pour prendre sa place, Salpêtre confirma alors les doutes de Jasmin qui, pour se venger, le tua à son tour. Avant de mourir Léonce demanda aux ours de retourner dans la montagne car ils étaient mieux sans tout cet argent et ces habits. Rempli de chagrin, ils repartirent sans mot dire.

## Personnages principaux

### Ours
- Léonce : roi des ours, grand, fort, courageux et intelligent, il sait garder la tête sur les épaules, et décide d'envahir la Sicile lorsque les vivres viennent à manquer. Il est cependant un peu naïf
- Tonin, fils du roi Léonce. Il est porté disparu au début de l'histoire, mais est en fait employé dans un cirque dans la vallée des hommes.
- Salpêtre : distingué, il adore le monde des humains et n'est pas fait pour les montagnes enneigées des ours.
- Babbon : ours gigantesque et très valeureux au combat.
- Théophile : grand sage décédé à la guerre (apparaît sous la forme d'un fantôme) qui conseille le roi Léonce
- Frangipane : aime créer quantités de machines et mécanismes.
- Jasmin : grand sens de l'observation, il devient au cours de l'histoire une sorte de détective
- Emeri : ours de condition modeste, mais d’âme généreuse, et plein de bonne volonté.

### Créatures
- Des spectres
- Le Troll
- Le Croquemitaine
- Le Serpent de mer

### Humains
- Le Grand-Duc
- Le professeur De Ambrosiis
- Le sire de Moflette

## Éditions françaises
- Stock, 1968
- Gallimard, Folio junior no 14, 1977
- Gallimard, Bibliothèque Folio junior, 1982  (ISBN 2-07-038011-4)
- Dans Œuvres, tome I, Robert Laffont, Bouquins, 2006  (ISBN 2-221-10785-3)
- Edition en livre-audio chez Gallimard jeunesse (coll. Écoutez lire), 2019 (ISBN 9-782075-128308). Narrateur : Jean-Claude Carrière.

## Adaptations
- Livre disque, paru en LP aux Éditions Barclay, en 1973 (Label réf : Barclay 920 234), accompagné d'un livret de 10 pages de textes et de dessins de l'auteur (pas de réédition audio à ce jour). Traduction et adaptation d'Hélène Pasquier. Réalisation et direction artistique de Jean-Jacques Thebault. Arrangements et musiques par Joss Baselli et Armand Canfora. Avec les vois de Michel Roux (narrateur), Lucien Barjon (récitant), Hubert Deschamps (récitant), François Lalande (récitant), Paul Bisciglia (récitant), Gérard Clavel (chanteur).
- Une adaptation en long métrage d'animation, La Fameuse Invasion des ours en Sicile, sortie en octobre 2019 au cinéma, est réalisée par Lorenzo Mattotti[1].